# René Métayer
René Métayer, né le 24 janvier 1912 à Poitiers et mort le 11 août 1992 dans la même commune, est un homme politique français.

## Biographie
Médecin de profession, il devient député de la 1re circonscription de la Vienne lorsque Pierre Vertadier, dont il est le suppléant, est nommé secrétaire d’État du Gouvernement Messmer II
Au niveau local, il est conseiller général du canton de Neuville-de-Poitou de 1967 à 1973 et maire de Neuville-de-Poitou entre 1965 et 1977.

## Détail des fonctions et des mandats
- 1967 – 1973 : Conseiller général du canton de Neuville-de-Poitou
- 1965 – 1977 : Maire de Neuville-de-Poitou
- 13 mai 1973 – 2 avril 1978 : Député de la 1re circonscription de la Vienne